# .kr
.kr је највиши Интернет домен државних кодова (ccTLD) за Јужну Кореју.